# Молла Аббас Шёля
Хаджи Молла Аббас Хаджи Абдулла оглы Шёля (азерб. Hacı Molla Abbas Hacı Abdulla oğlu; ум. 1899, Гянджа, Елизаветпольский уезд, Елизаветпольская губерния, Российская империя) — азербайджанский поэт и путешественник XIX века, участник общества «Дивани-Хикмет».

## Биография
Хаджи Молла Аббас был родом из Исфахана. Он переехал в Гянджу в конце 1850-х годов и женился там. Молла Аббас также путешествовал по Индии, Ирану, Кавказу, Аравии и Египту и приобрел много знаний и опыта. Молла Аббас скончался в Гяндже в 1899 году в возрасте около семидесяти лет.

## Творчество
Поэт в совершенстве владел азербайджанским и персидскими языками и писал под псевдонимом «Шёля». Большинство его стихов были написаны на азербайджанском и связаны с городом Гянджа. В этих стихах Шёля отдает дань уважения Гяндже и ее жителям и сравнивает её с темницей, которая, хотя и выглядит хорошо снаружи, разрушена внутри. В ней было пролито много крови, она захватывалась то Османами, то Россией. Хотя в прошлом для него Гянджа была особенной по сравнению с другими городами, теперь она переживает спад. Поэт отмечал, что нравы людей испортились и они сменили язык. Теперь они говорят на русском «пожалуйста», на ифтар вместо кальяна курят сигареты и стали представителями местной царской власти.